# Cyclassics Hamburg 2023
Cyclassics Hamburg 2023 var den 26:e upplagan av det tyska cykelloppet Cyclassics Hamburg. Tävlingen avgjordes den 20 augusti 2023 med både start och målgång i Hamburg. Loppet var en del av UCI World Tour 2023 och vanns av danske Mads Pedersen från cykelstallet Lidl–Trek.

## Deltagande lag
| WorldTeams (18)- AG2R Citroën Team - Alpecin-Deceuninck - Astana Qazaqstan Team - Bahrain Victorious - Bora-Hansgrohe - Cofidis - EF Education-EasyPost - Groupama-FDJ - Ineos Grenadiers - Intermarché-Circus-Wanty - Jumbo-Visma - Lidl-Trek - Movistar Team - Soudal Quick-Step - Arkéa-Samsic - Team DSM-Firmenich - Team Jayco AlUla - UAE Team Emirates ProTeams (3)- Israel-Premier Tech - Lotto Dstny - TotalEnergies |
| |

## Resultat
| \| Totaltävlingen \| Totaltävlingen \| Totaltävlingen \| Totaltävlingen \| Totaltävlingen \| \| Cyklist \| Cyklist \| Lag \| Tid \| \| \| -------------- \| ----------------- \| ------------------------ \| -------------- \| -------------- \| \| 1. \| Mads Pedersen \| Lidl-Trek \| 4t 36' 35" \| \| \| 2. \| Danny van Poppel \| Bora-Hansgrohe \| + 0" \| \| \| 3. \| Elia Viviani \| Ineos Grenadiers \| + 0" \| \| \| 4. \| Arnaud Démare \| Arkéa-Samsic \| + 0" \| \| \| 5. \| Laurence Pithie \| Groupama-FDJ \| + 0" \| \| \| 6. \| Yves Lampaert \| Soudal Quick-Step \| + 0" \| \| \| 7. \| Arnaud De Lie \| Lotto Dstny \| + 0" \| \| \| 8. \| Nils Politt \| Bora-Hansgrohe \| + 0" \| \| \| 9. \| Max Kanter \| Movistar Team \| + 0" \| \| \| 10. \| Marc Hirschi \| UAE Team Emirates \| + 0" \| \| \| 11. \| Florian Sénéchal \| Soudal Quick-Step \| + 0" \| \| \| 12. \| Brandon McNulty \| UAE Team Emirates \| + 0" \| \| \| 13. \| Madis Mihkels \| Intermarché-Circus-Wanty \| + 0" \| \| \| 14. \| Dries Van Gestel \| TotalEnergies \| + 0" \| \| \| 15. \| Ethan Vernon \| Soudal Quick-Step \| + 0" \| \| \| 16. \| Olav Kooij \| Jumbo-Visma \| + 0" \| \| \| 17. \| Dylan Groenewegen \| Team Jayco AlUla \| + 0" \| \| \| 18. \| Owain Doull \| EF Education-EasyPost \| + 0" \| \| \| 19. \| Alex Aranburu \| Movistar Team \| + 0" \| \| \| 20. \| Jake Stewart \| Groupama-FDJ \| + 0" \| \| |                   |                          |            |
| |                   |                          |            |
| Källa: ProCyclingStats |                   |                          |            |
| Totaltävlingen |                   |                          |            |
| Cyklist | Cyklist           | Lag                      | Tid        |
| 1. | Mads Pedersen     | Lidl-Trek                | 4t 36' 35" |
| 2. | Danny van Poppel  | Bora-Hansgrohe           | + 0"       |
| 3. | Elia Viviani      | Ineos Grenadiers         | + 0"       |
| 4. | Arnaud Démare     | Arkéa-Samsic             | + 0"       |
| 5. | Laurence Pithie   | Groupama-FDJ             | + 0"       |
| 6. | Yves Lampaert     | Soudal Quick-Step        | + 0"       |
| 7. | Arnaud De Lie     | Lotto Dstny              | + 0"       |
| 8. | Nils Politt       | Bora-Hansgrohe           | + 0"       |
| 9. | Max Kanter        | Movistar Team            | + 0"       |
| 10. | Marc Hirschi      | UAE Team Emirates        | + 0"       |
| 11. | Florian Sénéchal  | Soudal Quick-Step        | + 0"       |
| 12. | Brandon McNulty   | UAE Team Emirates        | + 0"       |
| 13. | Madis Mihkels     | Intermarché-Circus-Wanty | + 0"       |
| 14. | Dries Van Gestel  | TotalEnergies            | + 0"       |
| 15. | Ethan Vernon      | Soudal Quick-Step        | + 0"       |
| 16. | Olav Kooij        | Jumbo-Visma              | + 0"       |
| 17. | Dylan Groenewegen | Team Jayco AlUla         | + 0"       |
| 18. | Owain Doull       | EF Education-EasyPost    | + 0"       |
| 19. | Alex Aranburu     | Movistar Team            | + 0"       |
| 20. | Jake Stewart      | Groupama-FDJ             | + 0"       |

## Startlista
| Bora-Hansgrohe BOH | Bora-Hansgrohe BOH          | Bora-Hansgrohe BOH |
| ------------------ | --------------------------- | ------------------ |
| #                  | Cyklist                     | Placering          |
| 1                  | Marco Haller (AUT)          | 56.                |
| 2                  | Patrick Gamper (AUT)        | 68.                |
| 3                  | Maximilian Schachmann (GER) | 92.                |
| 4                  | Ryan Mullen (IRL)           | 137.               |
| 5                  | Nils Politt (GER)           | 8.                 |
| 6                  | Danny van Poppel (NED)      | 2.                 |
| 7                  | Sam Bennett (IRL)           | DNF                |

| AG2R Citroën Team ACT | AG2R Citroën Team ACT   | AG2R Citroën Team ACT |
| --------------------- | ----------------------- | --------------------- |
| #                     | Cyklist                 | Placering             |
| 11                    | Stan Dewulf (BEL)       | 46.                   |
| 12                    | Pierre Gautherat (FRA)  | 24.                   |
| 13                    | Lawrence Naesen (BEL)   | 32.                   |
| 14                    | Oliver Naesen (BEL)     | 65.                   |
| 15                    | Antoine Raugel (FRA)    | 89.                   |
| 16                    | Bastien Tronchon (FRA)  | 123.                  |
| 17                    | Greg Van Avermaet (BEL) | 45.                   |

| Alpecin-Deceuninck ADC | Alpecin-Deceuninck ADC      | Alpecin-Deceuninck ADC |
| ---------------------- | --------------------------- | ---------------------- |
| #                      | Cyklist                     | Placering              |
| 21                     | Quinten Hermans (BEL)       | 55.                    |
| 22                     | Fabio Van den Bossche (BEL) | 49.                    |
| 23                     | Ramon Sinkeldam (NED)       | 83.                    |
| 24                     | Kristian Sbaragli (ITA)     | 26.                    |
| 25                     | Oscar Riesebeek (NED)       | 52.                    |
| 26                     | Alexander Krieger (GER)     | 136.                   |
| 27                     | Michael Gogl (AUT)          | 41.                    |

| Astana Qazaqstan Team AST | Astana Qazaqstan Team AST       | Astana Qazaqstan Team AST |
| ------------------------- | ------------------------------- | ------------------------- |
| #                         | Cyklist                         | Placering                 |
| 31                        | Cees Bol (NED)                  | 22.                       |
| 32                        | Leonardo Basso (ITA)            | 130.                      |
| 33                        | Dmitriy Gruzdev (KAZ)           | 86.                       |
| 34                        | Yevgeniy Gidich (KAZ)           | 118.                      |
| 35                        | Davide Martinelli (ITA)         | 90.                       |
| 36                        | Simone Velasco (ITA) (landsväg) | 40.                       |
| 37                        | Gleb Siritsa                    | 81.                       |

| Bahrain Victorious TBV | Bahrain Victorious TBV | Bahrain Victorious TBV |
| ---------------------- | ---------------------- | ---------------------- |
| #                      | Cyklist                | Placering              |
| 41                     | Yukiya Arashiro (JPN)  | 37.                    |
| 42                     | Nikias Arndt (GER)     | 25.                    |
| 43                     | Nicolò Buratti (ITA)   | 50.                    |
| 44                     | Matevž Govekar (SLO)   | 34.                    |
| 45                     | Jonathan Milan (ITA)   | 113.                   |
| 46                     | Andrea Pasqualon (ITA) | 48.                    |
| 47                     | Cameron Scott (AUS)    | 125.                   |

| Cofidis COF | Cofidis COF              | Cofidis COF |
| ----------- | ------------------------ | ----------- |
| #           | Cyklist                  | Placering   |
| 51          | Max Walscheid (GER)      | 85.         |
| 52          | André Carvalho (POR)     | 108.        |
| 53          | Davide Cimolai (ITA)     | 78.         |
| 55          | Alexandre Delettre (FRA) | 36.         |
| 56          | Eddy Finé (FRA)          | 109.        |
| 57          | Harrison Wood (GBR)      | 75.         |

| EF Education-EasyPost EFE | EF Education-EasyPost EFE | EF Education-EasyPost EFE |
| ------------------------- | ------------------------- | ------------------------- |
| #                         | Cyklist                   | Placering                 |
| 61                        | Alberto Bettiol (ITA)     | 35.                       |
| 62                        | Owain Doull (GBR)         | 18.                       |
| 63                        | Mark Padun (UKR)          | DNF                       |
| 64                        | Jonas Rutsch (GER)        | 42.                       |
| 65                        | James Shaw (GBR)          | 116.                      |
| 66                        | Julius van den Berg (NED) | 33.                       |
| 67                        | Łukasz Wiśniowski (POL)   | 66.                       |

| Groupama-FDJ GFC | Groupama-FDJ GFC          | Groupama-FDJ GFC |
| ---------------- | ------------------------- | ---------------- |
| #                | Cyklist                   | Placering        |
| 71               | Ignatas Konovalovas (LTU) | 104.             |
| 72               | Olivier Le Gac (FRA)      | 102.             |
| 73               | Laurence Pithie (NZL)     | 5.               |
| 74               | Miles Scotson (AUS)       | 106.             |
| 75               | Jake Stewart (GBR)        | 20.              |
| 76               | Lars van den Berg (NED)   | 54.              |
| 77               | Bram Welten (NED)         | 43.              |

| Ineos Grenadiers IGD | Ineos Grenadiers IGD   | Ineos Grenadiers IGD |
| -------------------- | ---------------------- | -------------------- |
| #                    | Cyklist                | Placering            |
| 81                   | Ethan Hayter (GBR)     | 67.                  |
| 82                   | Luke Rowe (GBR)        | 117.                 |
| 83                   | Salvatore Puccio (ITA) | 107.                 |
| 84                   | Connor Swift (GBR)     | 60.                  |
| 85                   | Josh Tarling (GBR)     | 99.                  |
| 86                   | Elia Viviani (ITA)     | 3.                   |
| 87                   | Cameron Wurf (AUS)     | 133.                 |

| Intermarché-Circus-Wanty ICW | Intermarché-Circus-Wanty ICW | Intermarché-Circus-Wanty ICW |
| ---------------------------- | ---------------------------- | ---------------------------- |
| #                            | Cyklist                      | Placering                    |
| 91                           | Julius Johansen (DEN)        | 94.                          |
| 92                           | Arne Marit (BEL)             | 21.                          |
| 93                           | Madis Mihkels (EST)          | 13.                          |
| 94                           | Adrien Petit (FRA)           | 96.                          |
| 95                           | Baptiste Planckaert (BEL)    | 87.                          |
| 96                           | Loïc Vliegen (BEL)           | DNF                          |
| 97                           | Georg Zimmermann (GER)       | 47.                          |

| Jumbo-Visma TJV | Jumbo-Visma TJV          | Jumbo-Visma TJV |
| --------------- | ------------------------ | --------------- |
| #               | Cyklist                  | Placering       |
| 101             | Mick van Dijke (NED)     | 77.             |
| 102             | Timo Roosen (NED)        | 110.            |
| 103             | Tim van Dijke (NED)      | 39.             |
| 104             | Jos van Emden (NED)      | DNF             |
| 105             | Lennard Hofstede (NED)   | DNF             |
| 106             | Olav Kooij (NED)         | 16.             |
| 107             | Tosh Van der Sande (BEL) | 76.             |

| Lidl-Trek LTK | Lidl-Trek LTK                  | Lidl-Trek LTK |
| ------------- | ------------------------------ | ------------- |
| #             | Cyklist                        | Placering     |
| 111           | Dario Cataldo (ITA)            | DNF           |
| 112           | Daan Hoole (NED)               | 70.           |
| 113           | Alex Kirsch (LUX) (landsväg)   | 101.          |
| 114           | Emīls Liepiņš (LAT) (landsväg) | 80.           |
| 115           | Mads Pedersen (DEN)            | 1.            |
| 116           | Toms Skujiņš (LAT)             | 30.           |
| 117           | Mathias Vacek (CZE) (landsväg) | 59.           |

| Movistar Team MOV | Movistar Team MOV                  | Movistar Team MOV |
| ----------------- | ---------------------------------- | ----------------- |
| #                 | Cyklist                            | Placering         |
| 121               | Alex Aranburu (ESP)                | 19.               |
| 122               | Albert Torres Barceló (ESP)        | 98.               |
| 123               | Juri Hollmann (GER)                | 97.               |
| 124               | Max Kanter (GER)                   | 9.                |
| 125               | Gregor Mühlberger (AUT) (landsväg) | 58.               |
| 126               | Sergio Samitier (ESP)              | 132.              |
| 127               | Abner González (PUR)               | 100.              |

| Soudal Quick-Step SOQ | Soudal Quick-Step SOQ    | Soudal Quick-Step SOQ |
| --------------------- | ------------------------ | --------------------- |
| #                     | Cyklist                  | Placering             |
| 131                   | Tim Declercq (BEL)       | 88.                   |
| 132                   | Yves Lampaert (BEL)      | 6.                    |
| 133                   | Tim Merlier (BEL)        | 95.                   |
| 134                   | Florian Sénéchal (FRA)   | 11.                   |
| 135                   | Bert Van Lerberghe (BEL) | 57.                   |
| 136                   | Stan Van Tricht (BEL)    | 61.                   |
| 137                   | Ethan Vernon (GBR)       | 15.                   |

| Arkéa-Samsic ARK | Arkéa-Samsic ARK        | Arkéa-Samsic ARK |
| ---------------- | ----------------------- | ---------------- |
| #                | Cyklist                 | Placering        |
| 141              | Clément Russo (FRA)     | 103.             |
| 142              | Anthony Delaplace (FRA) | 53.              |
| 143              | Matis Louvel (FRA)      | 127.             |
| 144              | Daniel McLay (GBR)      | 129.             |
| 145              | Arnaud Démare (FRA)     | 4.               |
| 146              | Łukasz Owsian (POL)     | 119.             |
| 147              | Alan Riou (FRA)         | 131.             |

| Team DSM-Firmenich DSM | Team DSM-Firmenich DSM    | Team DSM-Firmenich DSM |
| ---------------------- | ------------------------- | ---------------------- |
| #                      | Cyklist                   | Placering              |
| 151                    | Florian Stork (GER)       | 51.                    |
| 152                    | Martijn Tusveld (NED)     | 120.                   |
| 153                    | Alexander Edmondson (AUS) | 84.                    |
| 154                    | Nils Eekhoff (NED)        | 111.                   |
| 155                    | Niklas Märkl (GER)        | 74.                    |
| 156                    | Marius Mayrhofer (GER)    | 31.                    |
| 157                    | Tim Naberman (NED)        | 124.                   |

| Team Jayco AlUla JAY | Team Jayco AlUla JAY          | Team Jayco AlUla JAY |
| -------------------- | ----------------------------- | -------------------- |
| #                    | Cyklist                       | Placering            |
| 161                  | Luke Durbridge (AUS)          | 134.                 |
| 162                  | Felix Engelhardt (GER)        | 71.                  |
| 163                  | Dylan Groenewegen (NED)       | 17.                  |
| 164                  | Elmar Reinders (NED)          | 91.                  |
| 165                  | Christopher Juul-Jensen (DEN) | 122.                 |
| 166                  | Lucas Hamilton (AUS)          | 69.                  |
| 167                  | Lukas Pöstlberger (AUT)       | DNF                  |

| UAE Team Emirates UAD | UAE Team Emirates UAD         | UAE Team Emirates UAD |
| --------------------- | ----------------------------- | --------------------- |
| #                     | Cyklist                       | Placering             |
| 171                   | Pascal Ackermann (GER)        | 121.                  |
| 172                   | Alessandro Covi (ITA)         | DNF                   |
| 173                   | Vegard Stake Laengen (NOR)    | DNF                   |
| 174                   | Marc Hirschi (SUI) (landsväg) | 10.                   |
| 175                   | Brandon McNulty (USA)         | 12.                   |
| 176                   | Diego Ulissi (ITA)            | 44.                   |
| 177                   | Tim Wellens (BEL)             | 82.                   |

| Lotto Dstny LTD | Lotto Dstny LTD           | Lotto Dstny LTD |
| --------------- | ------------------------- | --------------- |
| #               | Cyklist                   | Placering       |
| 181             | Jarrad Drizners (AUS)     | 105.            |
| 182             | Johannes Adamietz (GER)   | 135.            |
| 183             | Cedric Beullens (BEL)     | 64.             |
| 184             | Arnaud De Lie (BEL)       | 7.              |
| 185             | Michael Schwarzmann (GER) | 128.            |
| 186             | Harry Sweeny (AUS)        | 126.            |
| 187             | Rüdiger Selig (GER)       | 115.            |

| TotalEnergies TEN | TotalEnergies TEN          | TotalEnergies TEN |
| ----------------- | -------------------------- | ----------------- |
| #                 | Cyklist                    | Placering         |
| 191               | Edvald Boasson Hagen (NOR) | 38.               |
| 192               | Émilien Jeannière (FRA)    | 28.               |
| 193               | Daniel Oss (ITA)           | 79.               |
| 194               | Julien Simon (FRA)         | 112.              |
| 195               | Anthony Turgis (FRA)       | 93.               |
| 196               | Dries Van Gestel (BEL)     | 14.               |
| 197               | Mattéo Vercher (FRA)       | 63.               |

| Israel-Premier Tech IPT | Israel-Premier Tech IPT         | Israel-Premier Tech IPT |
| ----------------------- | ------------------------------- | ----------------------- |
| #                       | Cyklist                         | Placering               |
| 201                     | Itamar Einhorn (ISR) (landsväg) | 114.                    |
| 202                     | Taj Jones (AUS)                 | 72.                     |
| 203                     | Giacomo Nizzolo (ITA)           | 29.                     |
| 204                     | Jens Reynders (BEL)             | 73.                     |
| 205                     | Corbin Strong (NZL)             | 27.                     |
| 206                     | Tom Van Asbroeck (BEL)          | 23.                     |
| 207                     | Rick Zabel (GER)                | 62.                     |

| Bora-Hansgrohe BOH | Bora-Hansgrohe BOH          | Bora-Hansgrohe BOH |
| ------------------ | --------------------------- | ------------------ |
| #                  | Cyklist                     | Placering          |
| 1                  | Marco Haller (AUT)          | 56.                |
| 2                  | Patrick Gamper (AUT)        | 68.                |
| 3                  | Maximilian Schachmann (GER) | 92.                |
| 4                  | Ryan Mullen (IRL)           | 137.               |
| 5                  | Nils Politt (GER)           | 8.                 |
| 6                  | Danny van Poppel (NED)      | 2.                 |
| 7                  | Sam Bennett (IRL)           | DNF                |

| AG2R Citroën Team ACT | AG2R Citroën Team ACT   | AG2R Citroën Team ACT |
| --------------------- | ----------------------- | --------------------- |
| #                     | Cyklist                 | Placering             |
| 11                    | Stan Dewulf (BEL)       | 46.                   |
| 12                    | Pierre Gautherat (FRA)  | 24.                   |
| 13                    | Lawrence Naesen (BEL)   | 32.                   |
| 14                    | Oliver Naesen (BEL)     | 65.                   |
| 15                    | Antoine Raugel (FRA)    | 89.                   |
| 16                    | Bastien Tronchon (FRA)  | 123.                  |
| 17                    | Greg Van Avermaet (BEL) | 45.                   |

| Alpecin-Deceuninck ADC | Alpecin-Deceuninck ADC      | Alpecin-Deceuninck ADC |
| ---------------------- | --------------------------- | ---------------------- |
| #                      | Cyklist                     | Placering              |
| 21                     | Quinten Hermans (BEL)       | 55.                    |
| 22                     | Fabio Van den Bossche (BEL) | 49.                    |
| 23                     | Ramon Sinkeldam (NED)       | 83.                    |
| 24                     | Kristian Sbaragli (ITA)     | 26.                    |
| 25                     | Oscar Riesebeek (NED)       | 52.                    |
| 26                     | Alexander Krieger (GER)     | 136.                   |
| 27                     | Michael Gogl (AUT)          | 41.                    |

| Astana Qazaqstan Team AST | Astana Qazaqstan Team AST       | Astana Qazaqstan Team AST |
| ------------------------- | ------------------------------- | ------------------------- |
| #                         | Cyklist                         | Placering                 |
| 31                        | Cees Bol (NED)                  | 22.                       |
| 32                        | Leonardo Basso (ITA)            | 130.                      |
| 33                        | Dmitriy Gruzdev (KAZ)           | 86.                       |
| 34                        | Yevgeniy Gidich (KAZ)           | 118.                      |
| 35                        | Davide Martinelli (ITA)         | 90.                       |
| 36                        | Simone Velasco (ITA) (landsväg) | 40.                       |
| 37                        | Gleb Siritsa                    | 81.                       |

| Bahrain Victorious TBV | Bahrain Victorious TBV | Bahrain Victorious TBV |
| ---------------------- | ---------------------- | ---------------------- |
| #                      | Cyklist                | Placering              |
| 41                     | Yukiya Arashiro (JPN)  | 37.                    |
| 42                     | Nikias Arndt (GER)     | 25.                    |
| 43                     | Nicolò Buratti (ITA)   | 50.                    |
| 44                     | Matevž Govekar (SLO)   | 34.                    |
| 45                     | Jonathan Milan (ITA)   | 113.                   |
| 46                     | Andrea Pasqualon (ITA) | 48.                    |
| 47                     | Cameron Scott (AUS)    | 125.                   |

| Cofidis COF | Cofidis COF              | Cofidis COF |
| ----------- | ------------------------ | ----------- |
| #           | Cyklist                  | Placering   |
| 51          | Max Walscheid (GER)      | 85.         |
| 52          | André Carvalho (POR)     | 108.        |
| 53          | Davide Cimolai (ITA)     | 78.         |
| 55          | Alexandre Delettre (FRA) | 36.         |
| 56          | Eddy Finé (FRA)          | 109.        |
| 57          | Harrison Wood (GBR)      | 75.         |

| EF Education-EasyPost EFE | EF Education-EasyPost EFE | EF Education-EasyPost EFE |
| ------------------------- | ------------------------- | ------------------------- |
| #                         | Cyklist                   | Placering                 |
| 61                        | Alberto Bettiol (ITA)     | 35.                       |
| 62                        | Owain Doull (GBR)         | 18.                       |
| 63                        | Mark Padun (UKR)          | DNF                       |
| 64                        | Jonas Rutsch (GER)        | 42.                       |
| 65                        | James Shaw (GBR)          | 116.                      |
| 66                        | Julius van den Berg (NED) | 33.                       |
| 67                        | Łukasz Wiśniowski (POL)   | 66.                       |

| Groupama-FDJ GFC | Groupama-FDJ GFC          | Groupama-FDJ GFC |
| ---------------- | ------------------------- | ---------------- |
| #                | Cyklist                   | Placering        |
| 71               | Ignatas Konovalovas (LTU) | 104.             |
| 72               | Olivier Le Gac (FRA)      | 102.             |
| 73               | Laurence Pithie (NZL)     | 5.               |
| 74               | Miles Scotson (AUS)       | 106.             |
| 75               | Jake Stewart (GBR)        | 20.              |
| 76               | Lars van den Berg (NED)   | 54.              |
| 77               | Bram Welten (NED)         | 43.              |

| Ineos Grenadiers IGD | Ineos Grenadiers IGD   | Ineos Grenadiers IGD |
| -------------------- | ---------------------- | -------------------- |
| #                    | Cyklist                | Placering            |
| 81                   | Ethan Hayter (GBR)     | 67.                  |
| 82                   | Luke Rowe (GBR)        | 117.                 |
| 83                   | Salvatore Puccio (ITA) | 107.                 |
| 84                   | Connor Swift (GBR)     | 60.                  |
| 85                   | Josh Tarling (GBR)     | 99.                  |
| 86                   | Elia Viviani (ITA)     | 3.                   |
| 87                   | Cameron Wurf (AUS)     | 133.                 |

| Intermarché-Circus-Wanty ICW | Intermarché-Circus-Wanty ICW | Intermarché-Circus-Wanty ICW |
| ---------------------------- | ---------------------------- | ---------------------------- |
| #                            | Cyklist                      | Placering                    |
| 91                           | Julius Johansen (DEN)        | 94.                          |
| 92                           | Arne Marit (BEL)             | 21.                          |
| 93                           | Madis Mihkels (EST)          | 13.                          |
| 94                           | Adrien Petit (FRA)           | 96.                          |
| 95                           | Baptiste Planckaert (BEL)    | 87.                          |
| 96                           | Loïc Vliegen (BEL)           | DNF                          |
| 97                           | Georg Zimmermann (GER)       | 47.                          |

| Jumbo-Visma TJV | Jumbo-Visma TJV          | Jumbo-Visma TJV |
| --------------- | ------------------------ | --------------- |
| #               | Cyklist                  | Placering       |
| 101             | Mick van Dijke (NED)     | 77.             |
| 102             | Timo Roosen (NED)        | 110.            |
| 103             | Tim van Dijke (NED)      | 39.             |
| 104             | Jos van Emden (NED)      | DNF             |
| 105             | Lennard Hofstede (NED)   | DNF             |
| 106             | Olav Kooij (NED)         | 16.             |
| 107             | Tosh Van der Sande (BEL) | 76.             |

| Lidl-Trek LTK | Lidl-Trek LTK                  | Lidl-Trek LTK |
| ------------- | ------------------------------ | ------------- |
| #             | Cyklist                        | Placering     |
| 111           | Dario Cataldo (ITA)            | DNF           |
| 112           | Daan Hoole (NED)               | 70.           |
| 113           | Alex Kirsch (LUX) (landsväg)   | 101.          |
| 114           | Emīls Liepiņš (LAT) (landsväg) | 80.           |
| 115           | Mads Pedersen (DEN)            | 1.            |
| 116           | Toms Skujiņš (LAT)             | 30.           |
| 117           | Mathias Vacek (CZE) (landsväg) | 59.           |

| Movistar Team MOV | Movistar Team MOV                  | Movistar Team MOV |
| ----------------- | ---------------------------------- | ----------------- |
| #                 | Cyklist                            | Placering         |
| 121               | Alex Aranburu (ESP)                | 19.               |
| 122               | Albert Torres Barceló (ESP)        | 98.               |
| 123               | Juri Hollmann (GER)                | 97.               |
| 124               | Max Kanter (GER)                   | 9.                |
| 125               | Gregor Mühlberger (AUT) (landsväg) | 58.               |
| 126               | Sergio Samitier (ESP)              | 132.              |
| 127               | Abner González (PUR)               | 100.              |

| Soudal Quick-Step SOQ | Soudal Quick-Step SOQ    | Soudal Quick-Step SOQ |
| --------------------- | ------------------------ | --------------------- |
| #                     | Cyklist                  | Placering             |
| 131                   | Tim Declercq (BEL)       | 88.                   |
| 132                   | Yves Lampaert (BEL)      | 6.                    |
| 133                   | Tim Merlier (BEL)        | 95.                   |
| 134                   | Florian Sénéchal (FRA)   | 11.                   |
| 135                   | Bert Van Lerberghe (BEL) | 57.                   |
| 136                   | Stan Van Tricht (BEL)    | 61.                   |
| 137                   | Ethan Vernon (GBR)       | 15.                   |

| Arkéa-Samsic ARK | Arkéa-Samsic ARK        | Arkéa-Samsic ARK |
| ---------------- | ----------------------- | ---------------- |
| #                | Cyklist                 | Placering        |
| 141              | Clément Russo (FRA)     | 103.             |
| 142              | Anthony Delaplace (FRA) | 53.              |
| 143              | Matis Louvel (FRA)      | 127.             |
| 144              | Daniel McLay (GBR)      | 129.             |
| 145              | Arnaud Démare (FRA)     | 4.               |
| 146              | Łukasz Owsian (POL)     | 119.             |
| 147              | Alan Riou (FRA)         | 131.             |

| Team DSM-Firmenich DSM | Team DSM-Firmenich DSM    | Team DSM-Firmenich DSM |
| ---------------------- | ------------------------- | ---------------------- |
| #                      | Cyklist                   | Placering              |
| 151                    | Florian Stork (GER)       | 51.                    |
| 152                    | Martijn Tusveld (NED)     | 120.                   |
| 153                    | Alexander Edmondson (AUS) | 84.                    |
| 154                    | Nils Eekhoff (NED)        | 111.                   |
| 155                    | Niklas Märkl (GER)        | 74.                    |
| 156                    | Marius Mayrhofer (GER)    | 31.                    |
| 157                    | Tim Naberman (NED)        | 124.                   |

| Team Jayco AlUla JAY | Team Jayco AlUla JAY          | Team Jayco AlUla JAY |
| -------------------- | ----------------------------- | -------------------- |
| #                    | Cyklist                       | Placering            |
| 161                  | Luke Durbridge (AUS)          | 134.                 |
| 162                  | Felix Engelhardt (GER)        | 71.                  |
| 163                  | Dylan Groenewegen (NED)       | 17.                  |
| 164                  | Elmar Reinders (NED)          | 91.                  |
| 165                  | Christopher Juul-Jensen (DEN) | 122.                 |
| 166                  | Lucas Hamilton (AUS)          | 69.                  |
| 167                  | Lukas Pöstlberger (AUT)       | DNF                  |

| UAE Team Emirates UAD | UAE Team Emirates UAD         | UAE Team Emirates UAD |
| --------------------- | ----------------------------- | --------------------- |
| #                     | Cyklist                       | Placering             |
| 171                   | Pascal Ackermann (GER)        | 121.                  |
| 172                   | Alessandro Covi (ITA)         | DNF                   |
| 173                   | Vegard Stake Laengen (NOR)    | DNF                   |
| 174                   | Marc Hirschi (SUI) (landsväg) | 10.                   |
| 175                   | Brandon McNulty (USA)         | 12.                   |
| 176                   | Diego Ulissi (ITA)            | 44.                   |
| 177                   | Tim Wellens (BEL)             | 82.                   |

| Lotto Dstny LTD | Lotto Dstny LTD           | Lotto Dstny LTD |
| --------------- | ------------------------- | --------------- |
| #               | Cyklist                   | Placering       |
| 181             | Jarrad Drizners (AUS)     | 105.            |
| 182             | Johannes Adamietz (GER)   | 135.            |
| 183             | Cedric Beullens (BEL)     | 64.             |
| 184             | Arnaud De Lie (BEL)       | 7.              |
| 185             | Michael Schwarzmann (GER) | 128.            |
| 186             | Harry Sweeny (AUS)        | 126.            |
| 187             | Rüdiger Selig (GER)       | 115.            |

| TotalEnergies TEN | TotalEnergies TEN          | TotalEnergies TEN |
| ----------------- | -------------------------- | ----------------- |
| #                 | Cyklist                    | Placering         |
| 191               | Edvald Boasson Hagen (NOR) | 38.               |
| 192               | Émilien Jeannière (FRA)    | 28.               |
| 193               | Daniel Oss (ITA)           | 79.               |
| 194               | Julien Simon (FRA)         | 112.              |
| 195               | Anthony Turgis (FRA)       | 93.               |
| 196               | Dries Van Gestel (BEL)     | 14.               |
| 197               | Mattéo Vercher (FRA)       | 63.               |

| Israel-Premier Tech IPT | Israel-Premier Tech IPT         | Israel-Premier Tech IPT |
| ----------------------- | ------------------------------- | ----------------------- |
| #                       | Cyklist                         | Placering               |
| 201                     | Itamar Einhorn (ISR) (landsväg) | 114.                    |
| 202                     | Taj Jones (AUS)                 | 72.                     |
| 203                     | Giacomo Nizzolo (ITA)           | 29.                     |
| 204                     | Jens Reynders (BEL)             | 73.                     |
| 205                     | Corbin Strong (NZL)             | 27.                     |
| 206                     | Tom Van Asbroeck (BEL)          | 23.                     |
| 207                     | Rick Zabel (GER)                | 62.                     |

Förklaringar
DNF = Fullföljde inte, OTL = Utanför tidsgränsen, DNS = Startade inte, DSQ = Diskvalificerad